# NOAAS Bell M. Shimada (R 227)
Le NOAAS Bell M. Shimada (R 227) est un navire océanographique  et halieutique de flotte de la NOAA (National Oceanic and Atmospheric Administration) et plus spécifiquement du service de la National Marine Fisheries Service (NMFS) depuis 2010. Il est le quatrième d'une classe de cinq nouveaux navires de recherche sur les pêches.
Il porte le nom de Bell M. Shimada (en) (1922-1958), spécialiste américain des pêches qui appartenait à l'United States Fish and Wildlife Service et à l'Inter-American Tropical Tuna Commission et était connu pour ses études sur le Thunnini du Pacifique tropical.

## Historique

### Construction et mise en service
Bell M. Shimada a été construit par VT Halter Marine (en) à Moss Point, dans le Mississippi. La pose de la quille date du 15 juin 2007. Il a été lancé le 26 septembre 2008 et mis en service le 6 novembre 2009. Le 21 janvier 2010, Halter Marine l'a livré à la NOAA, qui l'a mis en service le 25 août 2010.

### Caractéristiques et capacités
Capable de mener des opérations océanographiques multidisciplinaires à l’appui des études de processus biologiques, chimiques et physiques. Il s’agit d’un chalutier de poupe dont les capacités de pêche sont similaires à celles des navires de la pêche commerciale. Il est équipé pour la pêche à la palangre et au chalut et peut effectuer des opérations de chalutage à des profondeurs de 3.500 mètres. Sa caractéristique la plus avancée est l’incorporation de la technologie de silence acoustique pour permettre aux scientifiques de la NOAA de surveiller les populations de poissons sans que le bruit du navire ne modifie le comportement du poisson. Ses hydrophones océanographiques sont montés sur une planche de bord rétractable qui permet d’abaisser les transducteurs scientifiques loin de la zone de bruit généré par la coque, améliorant ainsi la qualité des données collectées. Pour tirer pleinement parti de ces capacités avancées de collecte de données, il dispose du système de sonar scientifique, qui permet de mesurer avec précision la biomasse de poissons dans une zone d'étude. il dispose également d’un profileur de courant acoustique Doppler avec lequel collecter des données sur le courant marin et d’un système de sonar multifaisceaux fournissant des informations sur le contenu de la colonne d’eau ainsi que sur le type et la topographie des fonds marins en cours de route. données à n’importe quelle vitesse, jusqu’à 11 nœuds (20 km/h).
Bell M. Shimada est équipé d’un treuil océanographique qui peut déployer jusqu’à 5.100 mètres de câble ou câble de 17 mm, y compris un câble à fibre optique. Il possède également deux treuils hydrographiques, chacun pouvant déployer 4.300 mètres de câble de 9,5 mm, deux treuils de chalut, chacun pouvant déployer 4.700 mètres de câble, et un treuil Gilson. Il est équipé d'une flèche télescopique de 18,3 mètres et d'une capacité de levage de 9 tonnes à l'arrière et d'une flèche fixe avec une capacité de levage de 1950 kg. Il a un cadre en A sur son côté tribord avec une charge de travail sécurisée de 3.650 kg et un grand cadre A à l’arrière. Le treuil océanographique et le grand cadre en A travaillent ensemble pour desservir sa station d’échantillonnage arrière, tandis que les deux treuils hydrographiques fonctionnent avec le cadre en A latéral pour desservir sa station d’échantillonnage latéral. En plus du chalutage, ses stations d'échantillonnage peuvent déployer des filets d'échantillonnage, des palangres et des pièges à poissons plus petits. Les treuils hydrographiques peuvent déployer des instruments CTD pour mesurer la conductivité électrique, la température et la fluorescence de la chlorophylle de l'eau de mer. Le navire peut également déployer des équipements spécialisés tels que des cadres, des véhicules remorqués, des dragues et des carottes de fond à système d'ouverture multiple, de filet de fermeture et de système de détection environnemental (MOCNESS (en)). Elle peut également déployer et récupérer des ensembles de capteurs flottants et amarrés au fond.
Bell M. Shimada possède diverses capacités de laboratoire. Un laboratoire humide de 55 m², un laboratoire sec de 19 m², un laboratoire de chimie de 25 m² et un laboratoire d'électronique et d'informatique.Il dispose ispose d’un espace ouvert à l’arrière pour les opérations de pêche et scientifiques et d’une autre zone d’espace ouvert à la station d’échantillonnage latérale située à tribord. Tous ses tuyaux de décharge vident de son côté bâbord afin que les fluides libérés ne contaminent pas les échantillons recueillis à la station tribord.
En plus de son équipage de 25 personnes il peut accueillir jusqu'à 15 scientifiques. Il transporte un bateau de sauvetage au norme SOLAS avec un moteur de 114 cv d'une capacité de 6 personnes.

### Historique du service
Classée officiellement comme "navire de surveillance des pêches" et ayant son port d'attache à Newport, en Oregon, Bell M. Shimada exerce des activités de soutien au Northwest Fisheries Science Center de Seattle, dans l'État de Washington, et au Southwest Fisheries Science Center de La Jolla, en Californie, composantes du National Marine Fisheries Service de la NOAA. Il opère le long de la côte ouest des États-Unis et mène des recherches océanographiques et halieutiques. Il surveille les pêcheries et les espèces protégées, notamment le germon, les requins, le saumon, le poisson blanc de fond, les sardines et le merlu, fait des observations météorologiques, effectue des évaluations de l'habitat et étudie les populations de mammifères marins et d'oiseaux marins.
Lorsque la NOAA a commandé le navire d'évaluation des pêches NOAAS Reuben Lasker (R 228) - basé à San Diego (Californie) - en mai 2014, il a été affecté à des enquêtes sur les poissons, les mammifères marins et les tortues de mer au large de la côte ouest des États-Unis et dans l'est de l'océan pacifique, Bell M. Shimada a été libéré pour se concentrer sur des projets hautement prioritaires qui, avant l’arrivée de Reuben Lasker, n’avaient pas eu de temps consacré à la mer, y compris des études sur le grand écosystème marin du courant de Californie entre la Colombie-Britannique et la Basse-Californie et des populations de saumon tout le long de la côte ouest américaine.

## Flotte de la National Marine Fisheries Service
La National Marine Fisheries Service (Service national de la Pêche maritime) est un organisme fédéral des États-Unis. C'est une division de la National Oceanic and Atmospheric Administration (NOAA) elle-même dépendante du département du Commerce des États-Unis. Le NMFS est responsable de l'intendance et de la gestion de ressources marines au sein de la zone économique exclusive des États-Unis, qui s'étend vers le large à environ 370 kilomètres de la côte.

## Galerie

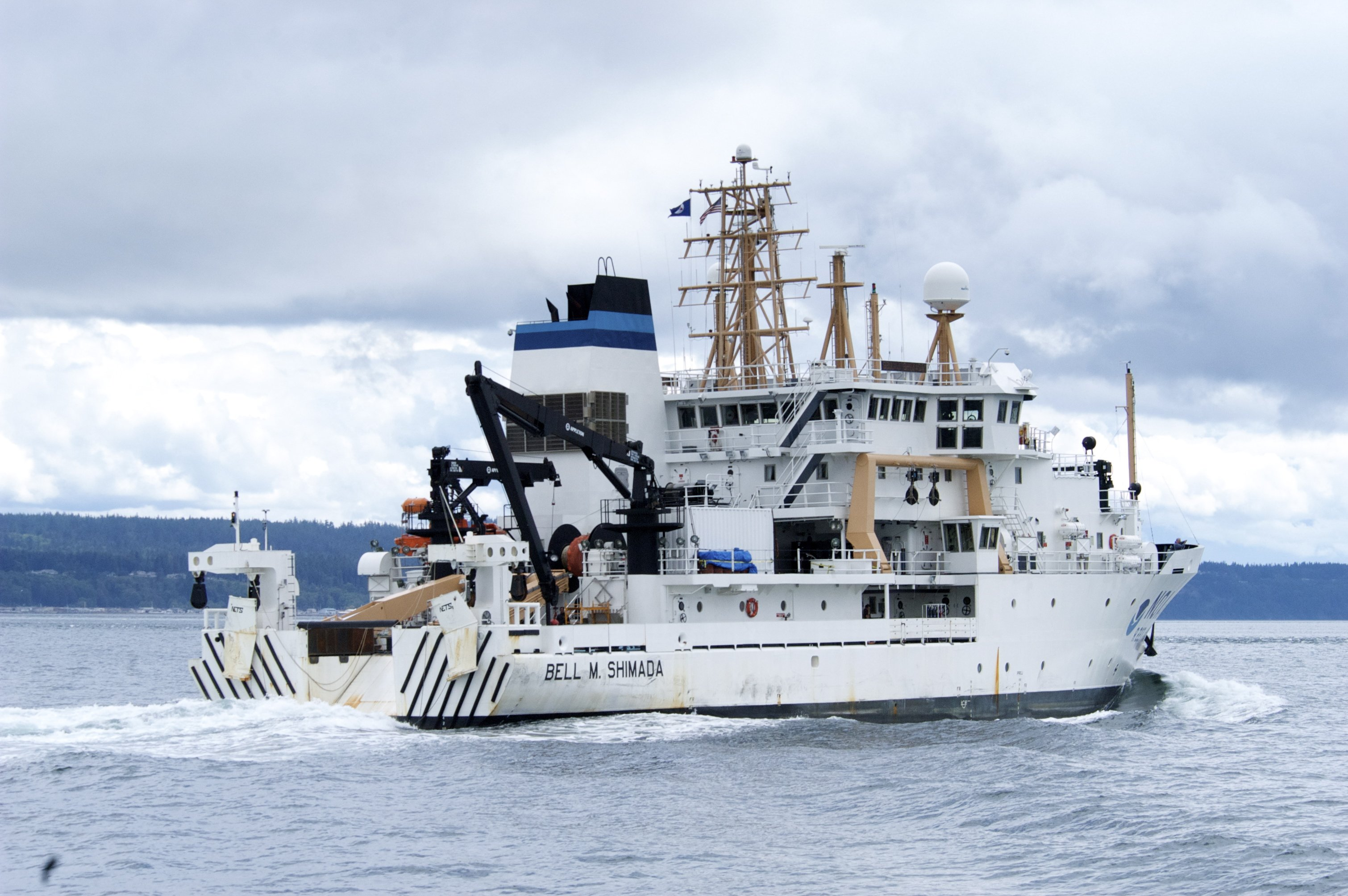
NOAA Bell M. Shimada
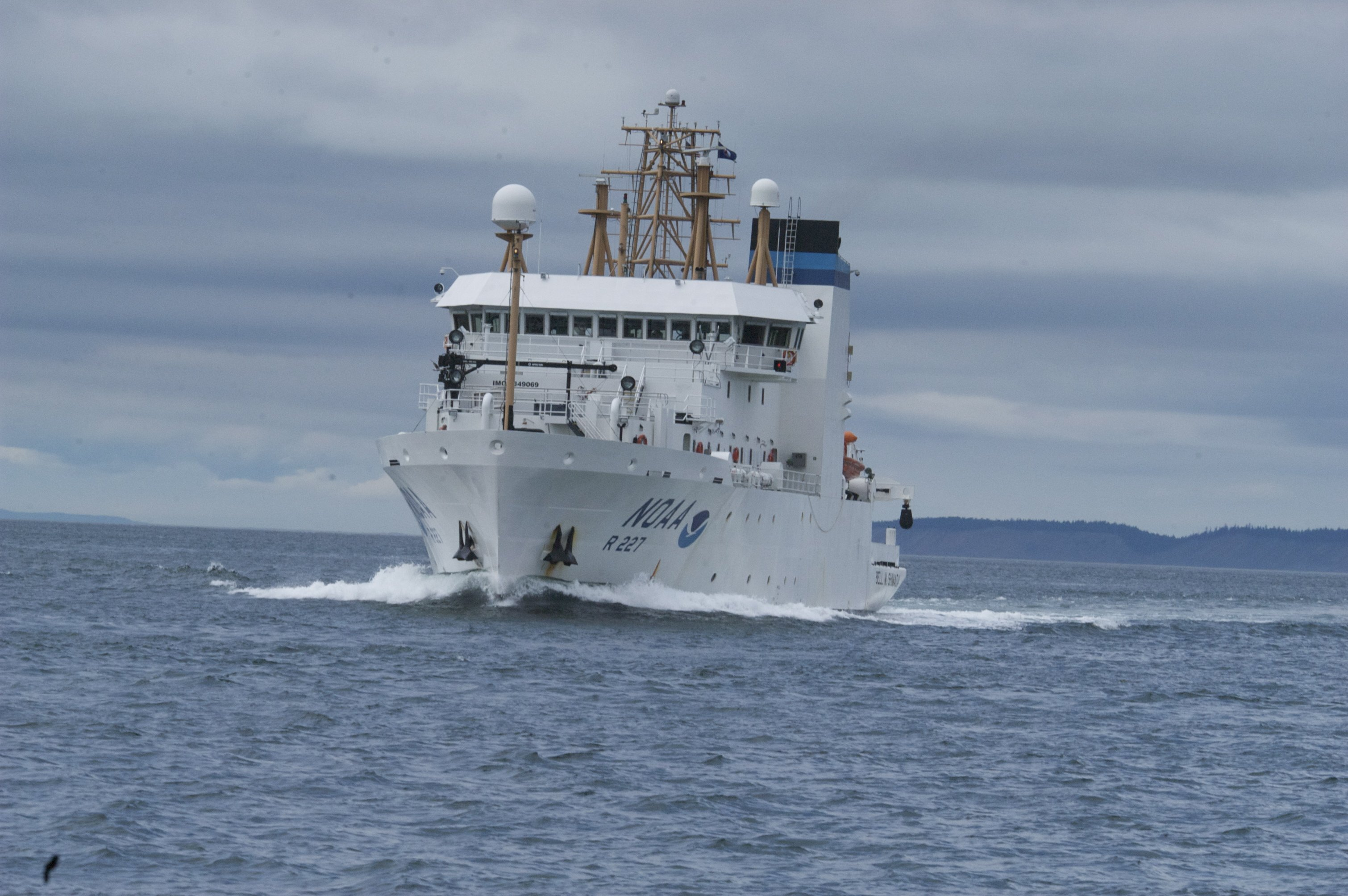
NOAA Bell M. Shimada

### Note et référence
- (en) Cet article est partiellement ou en totalité issu de l’article de Wikipédia en anglais intitulé « NOAAS Bell M. Shimada (R 227) » (voir la liste des auteurs).